# 奧若吉納河
奧若吉納河是俄羅斯的河流，位於西伯利亞東部，屬於科雷馬河的支流，河道全長約523公里，流域面積24,300平方公里。
奧若吉納河在每年10月開始結冰，直至翌年5月。